# Barbacenia andersonii
Barbacenia andersonii är en enhjärtbladig växtart som beskrevs av Lyman Bradford Smith och Edward Solomon Ayensu. Barbacenia andersonii ingår i släktet Barbacenia och familjen Velloziaceae. Inga underarter finns listade.